# Josef Lhévinne

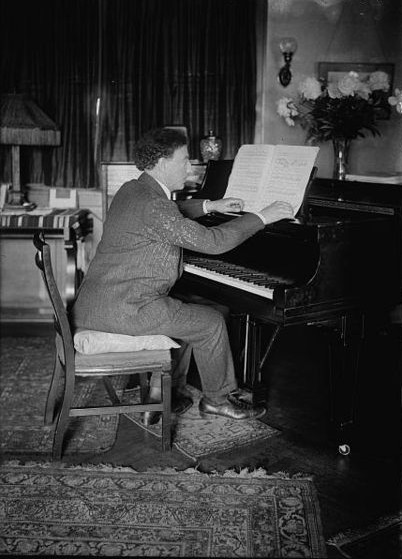
Josef Lhévinne

Josef Lhévinne (Russisch: Иосиф Аркадьевич Левин, Iosif Arkadjevitsj Levin) (Orjol, 13 december 1874 - New York, 2 december 1944) was een Russisch-Amerikaans pianist en pianopedagoog.
Lhévinne werd geboren in een muzikaal gezin in Orjol en studeerde aan het Conservatorium van Moskou bij Vasily Safonov. Zijn debuut op veertienjarige leeftijd was een uitvoering met Ludwig van Beethovens 5e pianoconcert onder directie van zijn grote muziekvoorbeeld Anton Rubinstein. Hij studeerde als beste van de klas af, samen met Sergej Rachmaninov en Alexander Scriabin en won de Gouden medaille voor piano in 1892.
In 1898 trouwde hij met medestudent Rosina Bessie, die ook pianiste en medailliste was in haar afstudeerjaar. Samen gaven ze vervolgens concerten tot aan de dood van Lhévinne. Vanwege het toenemende antisemitisme en de toenemende turbulente politieke situatie in die tijd verhuisden beiden naar Berlijn in 1907, waar Lhévinne alras als pianovirtuoos en -pedagoog bekend werd. Vlak na het uitbreken van de Eerste Wereldoorlog verloor het echtpaar hun Russische banktegoeden en konden ze niet langer optreden. Ze waren gedwongen een karig bestaan te leiden met slechts inkomen van een handjevol studenten.
In 1919 konden ze Duitsland verlaten en emigreerden ze naar New York, waar Lhévinne zijn concertcarrière weer opnam en leraar werd aan de Juilliard School. In zijn dagen werd Lhévinne door bijna al zijn beroemde collegae (waaronder Vladimir Horowitz) gezien als pianist met een uitmuntende pianotechniek. Toch evenaarde hij nooit hun succes bij het publiek. Zijn spel klonk zelfs in de meest veeleisende technische passages kinderlijk eenvoudig. Lhévinne hield echter meer van het lesgeven dan van het optreden. Hij combineerde tot zijn dood - een hartaanval vlak voor zijn zeventigste verjaardag in 1944 - dan ook concertreizen en lesgeven.
Van Lhévinne is slechts een handvol opnamen overgeleverd, die echter op hun beurt elk voorbeelden zijn van zijn hoogstaande techniek en elegantie. De opnamen van Chopins études op. 25. nrs. 6 en 11 en Schulz-Evlers arrangement van Johann Strauss' Blauwe Donau Wals zijn zeer bekend onder pianisten en kenners. Zijn pianorol-inspelingen van Schumanns Papillons op. 2 wordt gezien als een der beste opnamen ooit van dat werk. Harold C. Schonberg zei hierover: "Zijn toon was alsof de ochtendsterren samen zingen, zijn techniek geheel gaaf zelfs vergeleken met de vingers van Hofmann en Rachmaninov, en zijn muzikaliteit was sensitief." Lhévinne speelde op een aantal pianorollen in de jaren 20 voor Ampico. Deze opnamen zijn later uitgebracht op LP op het label van Argo in 1966. Lhévinne nam ook driemaal op op de Welte-Mignon reproductiepiano.
Lhévinne schreef een kort boek in 1924: Basic Principles in Pianoforte Playing.
- Bibsys: 90794305
- Biblioteca Nacional de España: XX5490912
- Bibliothèque nationale de France: cb138966378 (data)
- CiNii: DA08173228
- Gemeinsame Normdatei: 124379923
- International Standard Name Identifier: 0000 0001 1061 6130
- Library of Congress Control Number: n86140635
- MusicBrainz: cf2fc622-4455-4e4a-b711-d3d0f439dc71
- National Archives and Records Administration: 10572695
- Bibliotheek van het Japanse parlement: 00514611
- Nationale Bibliotheek van Tsjechië: pna2007389223
- Nationale Bibliotheek van Israël: 987007264410005171
- Nederlandse Thesaurus van Auteursnamen: 105447765
- SNAC: w61c1wp1
- Système universitaire de documentation: 118695371
- Trove: 904624
- Virtual International Authority File: 49377470
- WorldCat: E39PBJf8vdJ3w39hWgwwRrKmVC